# 330934 Natevanwey
330934 Natevanwey è un asteroide della fascia principale. Scoperto nel 2009, presenta un'orbita caratterizzata da un semiasse maggiore pari a 2,6682096 UA e da un'eccentricità di 0,1289247, inclinata di 2,20530° rispetto all'eclittica.
L'asteroide è dedicato all'insegnante statunitense Nate Van Wey.